# Grêmio Esportivo Tiradentes
Maillots
Le Grêmio Esportivo Tiradentes est un club brésilien de football basé à Ceilandia Sul dans le District fédéral.

## Palmarès
- Championnat de Brasilia :
  - Champion : 1988

## Liens
- José Ricardo Almeida: Clubes de Brasília: Tiradentes, Almanaque do Futebol Brasíliense, 27/11/2012.